# 韦尔拉磨木纸板厂
韦尔拉磨木纸板厂位于芬兰屈米河谷区的科沃拉市，是一座保存的十分完好的十九世纪造纸工厂。它和周边的居民住宅区一起构成了一个保存完好的农村小型工业基地范例，这种生产纸浆、纸张和纸板的小工业作坊在19世纪至20世纪初的欧洲和北美非常盛行，但只有很少一部分住区保留至今。1996年被列入世界文化遗产。

## 历史和现状
科沃拉（舊亞拉）在19－20世紀初時是常見的農村小型工業聚落，1872年，胡戈·诺伊曼（Hugo Neuman）在此地區建立了第一座磨木作坊，生产规模一直未能扩大，直到1876年发生火灾被毁。1882年戈特利布·克赖德尔（Gottlieb Kreidl）和路易·黑内尔（Luis Hänel）这两位当地著名的造纸商在这里建立了一座更大规模的磨木作坊，同时增设了生产纸板的部分，重建的建築群則由出生於維堡的建築師愛德華·迪佩爾（Eduard Dippel，1855-1912）所設計，1920年代磨木纸板厂投资建立了新堤坝以改善所需的水力驱动。1943和1951年，韦尔拉磨木纸板厂产量达到顶峰，年产纸板2900吨。
1954年，又投资更新了水力驱动设备。随着造纸厂的工人逐渐达到退休年龄和到别的造纸厂工作，1964年7月18日韦尔拉磨木纸板厂停产，自此走入历史。今日，磨木纸板厂的水力发电装置还在给当地供电，但工厂本身已经成为了一座博物馆，历史悠久的磨木和造纸机器仍保留在原处，游览博物馆可以了解切割圆木、磨木成纸浆、形成纸板和包装的全过程。

## 現存生产设备

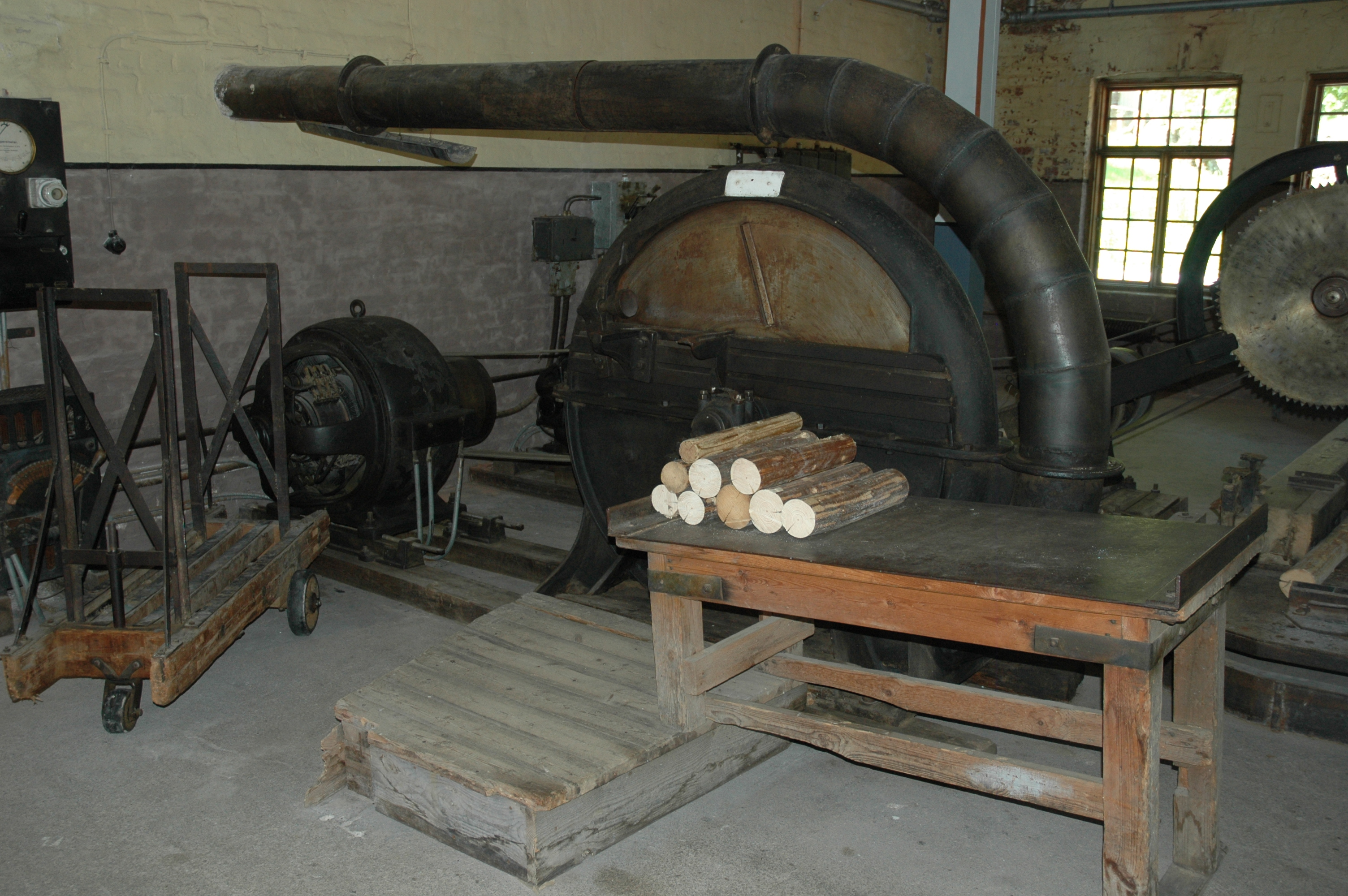
切割圆木机
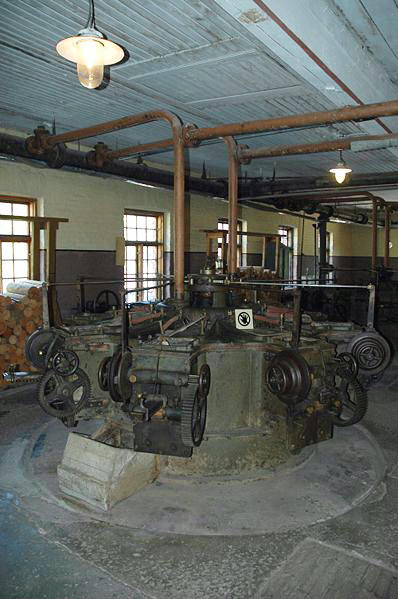
磨木机械
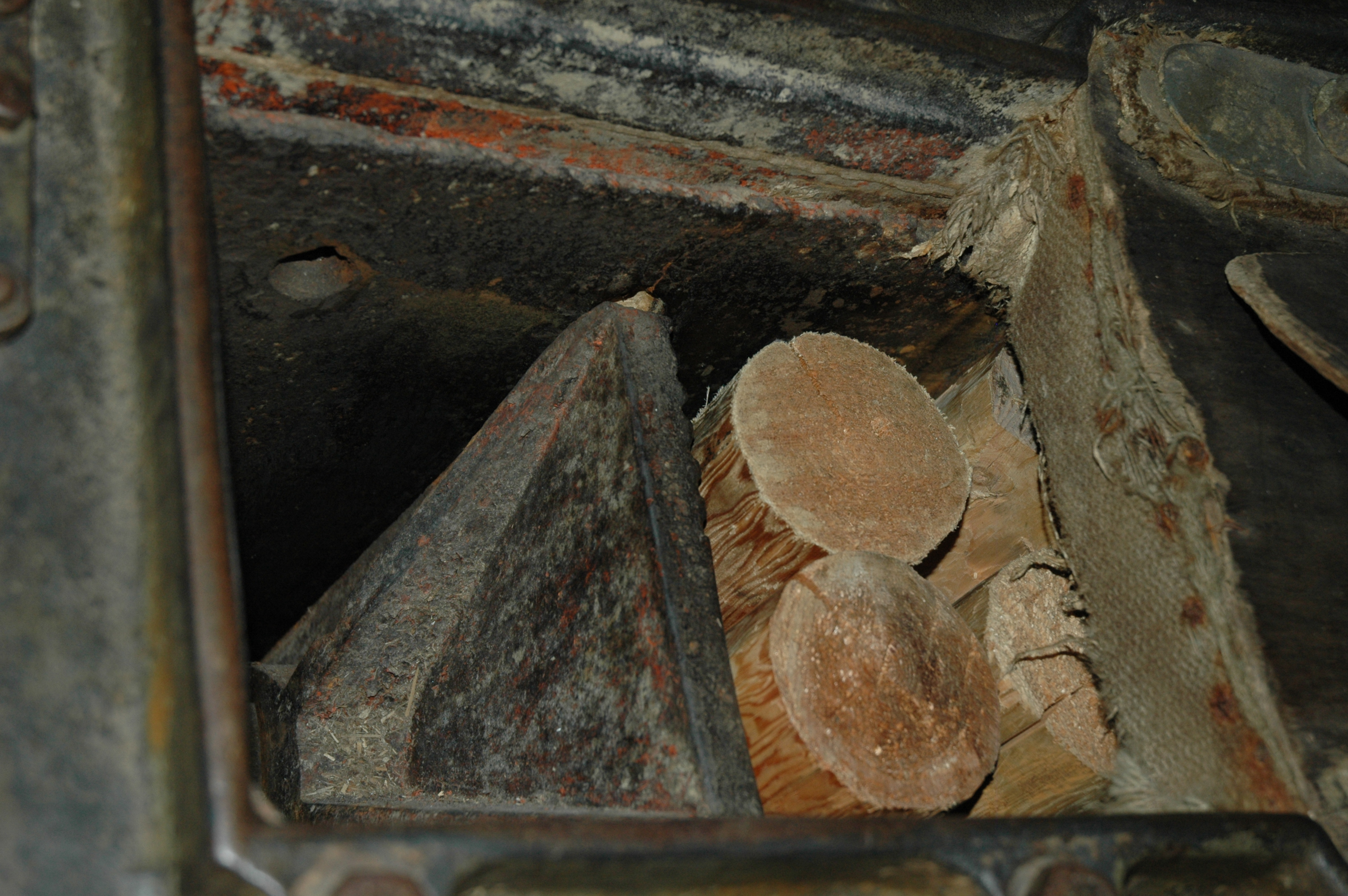
放入磨木机的木条
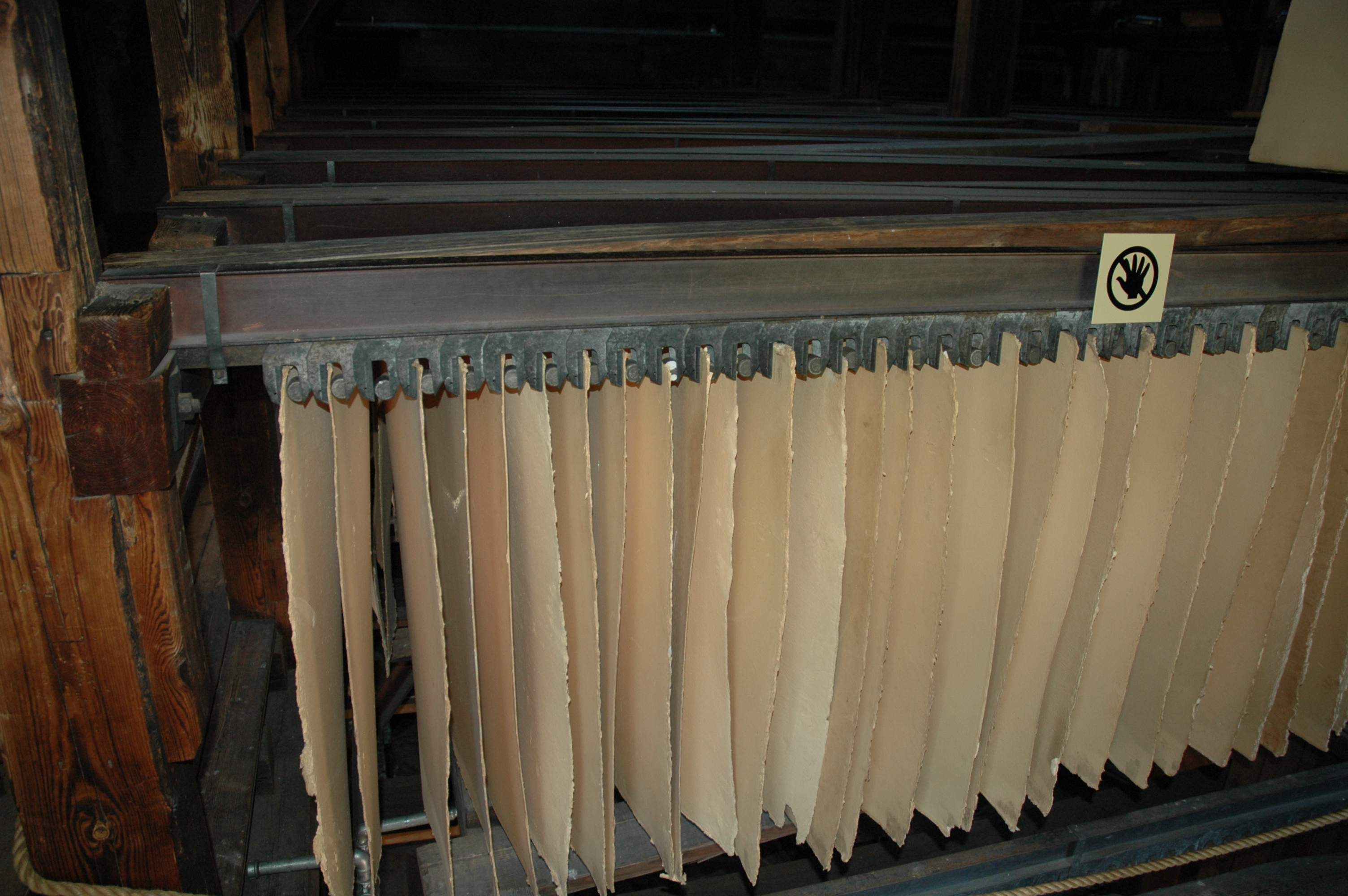
在冬季烘干屋烘干的纸板
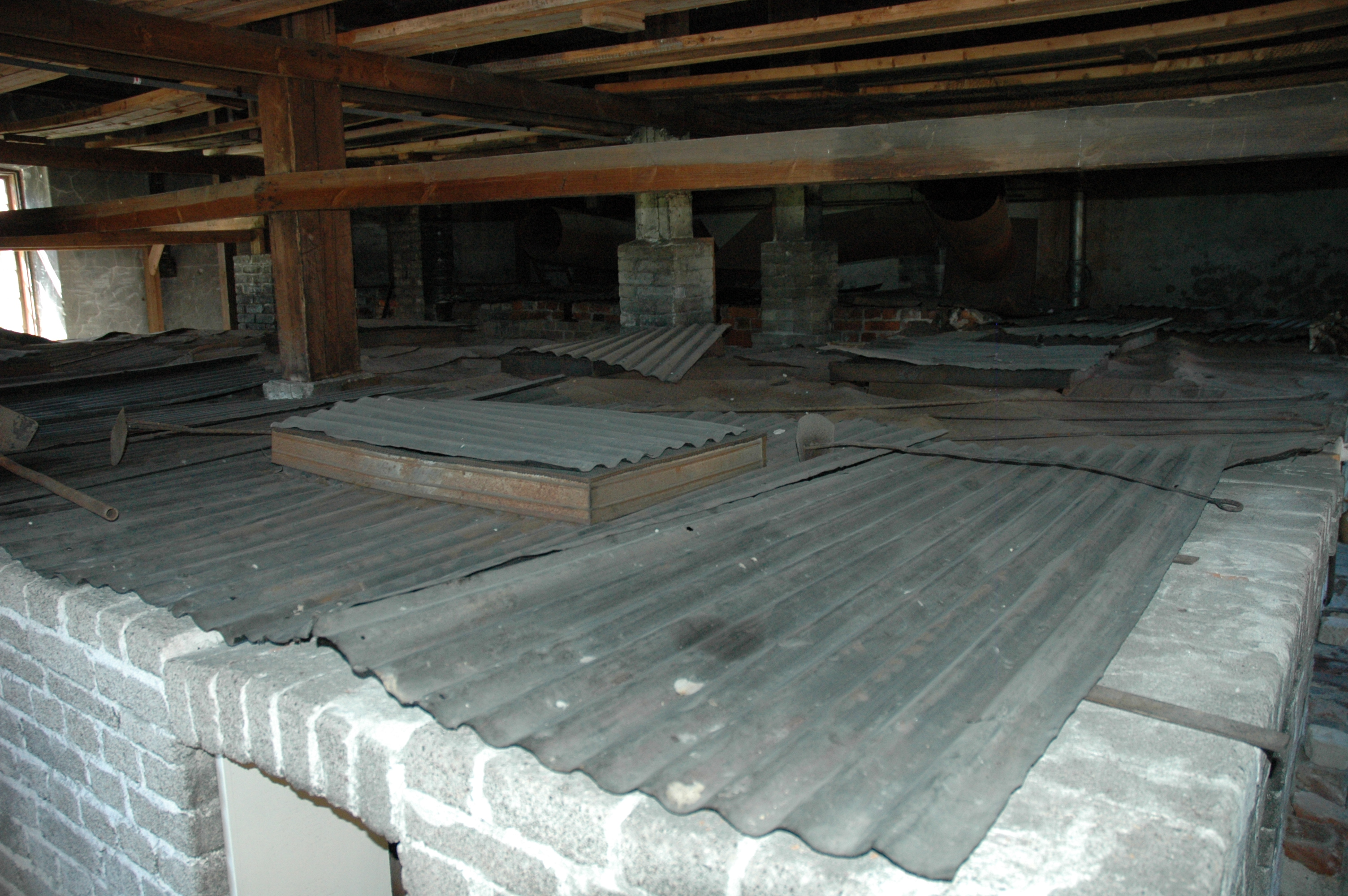
纸板烘干炉

## 登錄世界遺產
1996年，聯合國教科文組織將韋爾拉磨木紙板廠提名為世界文化遺產，編號第751號，認為其滿足以下一個獲選條件：
1. 韋爾拉磨木紙板廠周边的居民住宅区，是少數保存完整自19世紀和20世紀初，在北歐和北美蓬勃發展的造纸技術的小型農工業聚落（文化遺產標準四）；

以下7個由愛德華·迪佩爾設計的工廠和倉庫被登記為世界遺產的核心區域，包括一些建築物在內的周邊地區也被指定為緩衝區：
- 碎木・紙板工廠  - 1895年
- 紙板乾燥所- 1893年
- 碎木・紙板倉庫與製粉工廠 -- 1902年
- 廠長之家-主體部分建於1885年至1889年之間。
- 木製包装倉庫
- 圓形亭
- 防火設備庫